# Andreas Steiner
Andreas Steiner, född 31 mars 1964, är en friidrottare från Österrike. Han deltog vid olympiska sommarspelen 1988.